# Александар II Македонски
Александар II Македонски (грчки: Ἀλέξανδρος Β) је био краљ Македоније од 371. до 369/8. п. н. е. Био је брат чувеног македонског краља Филипа II, односно стриц Александра Великог. 

## Биографија
Александар је био најстарији од тројице синова краља Аминте III и краљице Еуридике I. На престо је дошао 371. године п. н. е. као веома млад. Морао се борити за учвршћење власти против непријатеља династије. Истовремено се морао суочити са илирском инвазијом на северозападу и напада претендента Паусаније на истоку. Паусанија је брзо ухваћен. Александар је, уз помоћ атинског генерала Ификрата, поразио све своје непријатеље. Атињани су пловили дуж македонске обале како би повратили Амфипољ. На молбу породице Алеуда из Тесалије, Александар је интервенисао у грађанском рату у Тесалији. Заузео је Ларису и неколико других градова. Инсталирао је македонске војне посаде у њима. То је изазвало реакцију Тебе, тада на врхунцу моћи. Пелопида је предводио тебанску војску која је истерала Александра из Тесалије. Пелопида је подржао Птолемеја I Македонског у борби за македонски престо. Александар је присиљен да напусти Други атински поморски савез и приђе Беотијском савезу. Међу таоцима које је оставио био је и његов млађи брат Филип II. Александар је убијен 368. године п. н. е. током прославе, по наређењу Птолемеја. Птолемеј је постао краљ у име малолетног Александровог брата Пердике III. 